# Fritz Magnussen
Fritz Magnussen (født 13. september 1878, død 15. april 1920) var en dansk journalist, forfatter og maler og instruktør.

## Ægteskaber
Han var kortvarig gift med forfatterinden Edith Rode f. Nebelong i 1902, derefter blev han – i 1904 – gift med maleren Anne Sophie Lorenze Petersen, hvilket ægteskab imidlertid også blev opløst, og til sidst blev han – i 1918 – gift med Johanne Cathrine Jensen.

## Uddannelse som kunstmaler
Fritz Magnussen uddannede sig som kunstmaler i Dresden, Tyskland, i Rom, Italien og i København. Han fik accepteret et portræt af sin bror til udstilling på Charlottenborg i 1904, men havde øjensynlig svært ved at slå igennem som kunstmaler.

## Avistegner, journalist, redaktør og forfatter
Fritz Magnussen arbejdede først som avistegner, senere blev han journalist og redaktør. Han skrev et enkelt skønlitterært værk (romanen Det blonde og det sorte (1914)) og flere stumfilmsmanuskripter, i en periode også i Sverige. I sine sidste år var han tilknyttet Astra Film.
Som journalist og redaktør arbejdede han i flere år på aviserne Dannebrog og Riget og var i en periode kollega med én af de store journalister på dén tid, Franz von Jessen.

### I Makedonien
Både Magnussen og Jessen rejste på Balkan, Jessen især i begyndelsen af 1900-tallet. Magnussen, så vidt vides, kun som journalist i Makedonien 1912, hvor han fulgte den serbiske hærs invasion.
Til at begynde med så Magnussen neutralt eller positivt på den serbiske invasion, men efterhånden som den udviklede sig blev han chokeret over brutaliteten. Som følge af den serbiske censur måtte han smugle flere af sine reportager ud.

## Filmografi
- 1912 Balkan
- 1914 Gar el Hama III (manus)[1]
- 1915 Tempeldanserindens Elskov (manus)[1]
- 1915 Millionæren i Røverhænder (manus)[1]
- 1915 Mit Fædreland, min Kærlighed (manus)[1]
- 1915 I prövningens stund (manus)[2]
- 1915 Hans faders brott (manus og instruktion)[2]
- 1916 Det bertillonske System (manus)[1]
- 1916 Vaadeskudet (manus)[1]
- 1916 Sjæletyven (manus)[1]
- 1916 Pro Patria (manus)[1]
- 1916 Politik och brott (manus og instruktion)[2]
- 1916 Kärlekens irrfärder (manus)[2]
- 1916 I elfte timmen (manus og instruktion)[2]
- 1916 Havsgamar (manus)[2]
- 1916 Hennes kungliga höghet (instruktør)[2]
- 1916 Guldspindeln (manus og instruktion)[2]
- 1916 Enslingens hustru (manus og instruktion)[2]
- 1917 Krigens Fjende (manus)[1]
- 1917 Gengældelsens Ret (instruktør)[1]
- 1917 Värdshusets hemlighet (instruktør)[2]
- 1917 Jungeldrottningens smycke (manus og instruktion)[2]
- 1917 Den levande mumien (manus og instruktion)[2]
- 1918 Skæbnesvangre Vildfarelser (instruktør)[1]
- 1918 For sit Lands Ære (manus)[1]
- 1918 Fangen fra Erie Country Tugthus (instruktør)[1]
- 1918 Præsten fra Havet (instruktør)[1]
- 1918 Dommens Dag (instruktør)[1]
- 1918 Lægen (instruktør)[1]
- 1918 Du skal ære - (instruktør)[1]
- 1919 Bajadser (instruktør)[1]
- 1920 Scenens Børn (instruktør)[1]
- 1920 En Aftenscene (instruktør)[1]
- 1920 Dømmer ikke (instruktør)[1]
- 1920 Lykkeper (manus og instruktion)[1][2]
- 1921 Hendes Fortid (instruktør)[1]
- 1921 Munkens Fristelser (instruktør)[1]
- 1922 Timeglasset (instruktør)[1]